# Archamia fucata
Archamia fucata är en fiskart som först beskrevs av Cantor, 1849.  Archamia fucata ingår i släktet Archamia och familjen Apogonidae. Inga underarter finns listade i Catalogue of Life.